# Freeform
Freeform és un canal de televisió de pagament americà que és propietat de Walt Disney Television, una unitat de Disney Media Networks, un segment de The Walt Disney Company. Freeform emet una programació principalment dirigida a adolescents i joves - amb certa inclinació de la programació cap a dones joves - entre els 14 i els 34 anys, un objectiu demogràfic designat pel canal com a "fers". La seva programació inclou reordenaments sindicats contemporanis i sèries originals, llargmetratges i pel·lícules originals per a televisió.
Des que es va posar en marxa la xarxa el 29 d'abril de 1977 ha sofert diversos canvis en el seu format de programació i denominació sota els seus quatre propietaris diferents. La xarxa va ser fundada com a canal religiós, CBN Satellite Service—una extensió del servei de difusió cristiana del Patri Patró Robertson del televisista. Va evolucionar a una xarxa d'entreteniment centrada en la família el 1981 i es va convertir en una empresa amb ànim de lucre coneguda com a International Family Entertainment (IFE) el 1990, passant a ser coneguda com The Family Channel. Com a condició del spin-off, el canal estava obligat contractualment a mantenir els volts del 700 Club i un teletó anual el darrer diumenge de gener; aquestes condicions s'han aplicat a tots els futurs propietaris del canal.
El 1997, IFE i The Family Channel van ser adquirits per una empresa conjunta entre News Corporation i Saban Entertainment, i va resultar tornar a marcar com a Fox Family Channel un any després. Els nous propietaris volien tornar a posicionar la xarxa cap als espectadors més joves com a acompanyant del seu popular bloc de programació Fox Kids. Després de la lluita de la xarxa com a resultat dels seus canvis, l'empresa es va vendre a Disney el maig del 2001, en una venda que també va incloure Saban; el canal va modificar el seu nom a ABC Family sis mesos després, el 10 de novembre de 2001. El 6 d'octubre de 2015, Disney–ABC Television Group va anunciar que la xarxa rebrandaria com Freeform, adoptant oficialment aquest nom el 12 de gener de 2016.
A gener de 2016, Freeform estava disponible per a 92 milions de llars als Estats Units. El president de Freeform informa al president d'ABC Television Studios i ABC Entertainment.